# Maïa Hirsch
Maïa Hirsch (Saint-Quentin, 13 novembre 2003) è una cestista francese.

## Carriera
È stata selezionata dalle Minnesota Lynx al primo giro del Draft WNBA 2023 (12ª scelta assoluta).